# Lya De Barberiis
Lya De Barberiis (Lecce, 19 de julio de 1919 - Roma, 8 de febrero de 2013) fue una pianista y una de las primeras concertistas italianas.
Estudió con Alessandro Longo hasta 1934 en el Conservatorio de Nápoles. En la Academia de Santa Cecilia de Roma se perfeccionó con Alfredo Casella (1941) y con Arturo Bonucci (1943) en la Academia de Santa Cecilia de Roma y en la Academia Chigiana de Siena, y entre 1950 y 1951 bajo la guía de Marguerite Long en París.
Conocida como una concertista e instrumentista de valía, desarrolló durante muchos años una intensa actividad en directo y en discos, dedicándose también a un repertorio menos habitual (sobre todo de autores italianos). Realizó afortunadas giras por Norteamérica, Sudamérica y otros países, y desarrollando una constante actividad como colaboradora de la RAI. Desde 1979 fue titular durante unos años de la cátedra de piano en la Academia Nacional de Santa Cecilia de Roma.